# فلانيري أوكونور
ماري فلانيري أوكونور (بالإنجليزية: Mary Flannery O'Connor)‏ (25 مارس 1925 - 3 أغسطس 1964) روائية أمريكية، وكاتبة قصة قصيرة، وكاتبة مقالات. كتبت روايتين و (32) قصة قصيرة، بالإضافة إلى عدد من المراجعات والنقد.
ماري كاتبة جنوبية كتبت بأسلوب قوطي جنوبي ساخر، واعتمدت بشدة على السمات الإقليمية، وشخصيات مفترضة غرتسكية، وغالبًا شخصيات تتسم بالعنف. القبول أو الرفض غير العاطفي للقيود، أو النقص، أو الاختلاف في هذه الشخصيات (سواء كانت تُعزى إلى الإعاقة، أو العِرْق، أو الجريمة، أو الدين، أو التعقل) هو أساس الدراما.
عكست كتاباتها دينها الكاثوليكي الروماني وكثيرًا ما بحثت في مسائل الفضيلة والأخلاق. وفازت قصصها الكاملة المجمعة بعد وفاتها بجائزة الكتاب الوطني الأمريكي للخيال لعام (1972) وكانت موضعَ ثناءٍ دائم.

## حياتها المبكرة وتعليمها
وُلدت ماري فلانيري أوكونور في 25 مارس عام 1925، في سافانا، جورجيا، لإدوارد فرانسيس أوكونور، سمسار عقارات، وريجينا كلاين وكانت وحيدتهما. وصفت نفسها في مرحلة المراهقة بأنها «طفلة فحجاء القدم وذات ذقن منحسرة، مخيفة المنظر».
انتقلت ماري وعائلتها إلى ميلدغفيل، جورجيا، في عام (1940) للعيش في مزرعة أندلسيا، والتي أصبحت الآن متحفًا مخصصًا لأعمالها. في عام (1937) تم تشخيص والدها بالذئبة الحمامية الشاملة أو الذئبة الحمراء، وأدى ذلك إلى وفاته في 1 فبراير 1941، واستمرت ماري ووالدتها في العيش في ميلدغفيل.
التحقت أوكونور بمدرسة بيبودي الثانوية، حيث عملت كمحرر فني لجريدة المدرسة وتخرجت فيها عام 1942. التحقت بكلية جورجيا الحكومية للبنات (كلية جورجيا وجامعة الولاية) في برنامج حثيث مدته ثلاث سنوات، وتخرجت في يونيو عام 1945 بشهادة في العلوم الاجتماعية. أنتجت قدرًا كبيرًا من الرسوم الكاريكاتورية لصحيفة الطلاب أثناء وجودها في الكلية. ادعى العديد من النقاد أن الأسلوب غريب الأطوار ونهج الرسوم الكاريكاتورية المبكرة شكل خيالها لاحقًا بطرق مهمة.
قُبلت في ورشة عمل كُتّاب آيوا المرموقة بجامعة أيوا عام 1946، المكان الذي درست فيه الصحافة. تعرفت أثناء وجودها هناك على العديد من الكتاب والنقاد المهمين الذين حاضروا أو درّسوا في البرنامج، من بينهم روبرت بن وارين، وجون كرو رانسوم، وروبي ماكاولي، وأوستن وارن، وأندرو ليتل. 
نشر ليتل العديد من قصصها في مجلة «سيواني ريفيو» والذي عمل فيها محررًا لسنوات عديدة، وكذلك مقالات نقدية عن عملها، وكان من أوائل المعجبين بخيالها. كان مدير ورشة العمل بول إنجل أول من قرأ وعلق على المسودات الأولية لما أصبح لاحقًا أول رواية لأوكونور (الدماء الحكيمة) والتي نُشرت عام 1952. حصلت على درجة الماجستير من جامعة آيوا في عام 1947، وواصلت خلال صيف عام 1948 العمل على «وايز بلود» في يادو (مجتمع للفنانين في ساراتوغا سبرينغس، نيويورك)، حيث أكملت أيضًا العديد من القصص القصيرة.
التقت أوكونور في عام 1949 روبرت فيتزجيرالد (مترجم الكلاسيكيات المعروف) وقبلت في النهاية دعوته للبقاء معه وزوجته سالي، في ريدجفيلد، كونيكتيكت.

## مسيرتها الأدبية
تشتهر أوكونور في المقام الأول بقصصها القصيرة. نشرت كتابين من القصص القصيرة «العثور على رجل جيد شيء صعب» عام (1955)، و (كل شيء ينهض يجب أن يتقارب)، نُشر بعد وفاتها عام 1965. أعيد نشر العديد من قصص أوكونور القصيرة في مختارات أدبية كبرى، بما في ذلك أفضل القصص الأمريكية القصيرة، وقصص الجوائز.
روايتا أوكونور هما «الدماء الحكيمة»، أُنتج كفيلم لجون هوستون. و«الدب العنيف بعيدًا» عام (1960). ونُشرت العديد من كتب مؤلفاتها الأخرى، ويشهد على تأثيرها الدائم مجموعة متزايدة من الدراسات العلمية عن عملها.
توجد قصاصات من رواية غير مكتملة بعنوان «هل الغضب همجي؟» مُستمدة من العديد من قصصها القصيرة، أيضًا «البرد الدائم» و«مهرجان الحجل».
يمكن تقسيم مهنتها في الكتابة إلى أربع فترات مدة كل فترة خمس سنوات، تتزايد فيها المهارات والطموح، من (1945 - 1964).
- طالبة دراسات عليا: ورشة عمل كُتّاب آيوا، وقصص منشورة لأول مرة، ومسودات رواية «الدماء الحكيمة» تأثرت أدبيًا بناثانيل هوثورن، وإدغر آلان بو، وهنري جيمس.
- بداية الفترة: انتهاء ونشر «الدماء الحكيمة». تهيمن العناصر الساخرة في هذه الفترة، تأثرت بجاك ماريتاين.
- في منتصف الفترة: نُشر كتاب «العثور على رجل جيد شيء صعب»[15]، وأيضًا "الدب العنيف بعيدًا. تأثرت بكل من فريدريك فون هيغل. تبدأ التيارات الصوفية في هذه الفترة بلفت انتباهها.
- نهاية الفترة: كُتب ونشر «كل شيء ينهض يجب أن يتقارب بعد موتها». تأثرت بكل من بيير تيلهارد دي تشاردين، وماري آني لونج. تتوسع مفاهيهما حول فن الغرتسك.

## مرضها ووفاتها
بحلول صيف عام 1952، تم تشخيص أوكونور بالذئبة الحمامية الشاملة أو الذئبة الحمراء، المرض الذي خطف حياة أبيها. عادت بعد ذلك إلى مزرعة العائلة، في ميلدغفيل، جورجيا، وعاشت أوكونور لمدة (12) عامًا بعد تشخيصها (بسبع سنوات أطول من المتوقع).
كان روتينها اليومي هو حضور القداس، والكتابة في الصباح، ثم قضاء بقية اليوم في التعافي والقراءة. على الرغم من الآثار المرهقة لعقاقير الستيرويد المستخدمة لعلاج مرض أوكونور، إلا أنها قدمت أكثر من ستين حضورًا في المحاضرات لقراءة أعمالها.
أكملت أوكونور أكثر من عشرين قصة قصيرة وروايتين بينما كانت تعاني من مرض الذئبة. توفيت في 3 أغسطس عام 1964، عن عمر يناهز (39) عامًا في مستشفى إقليم بالدوين بسبب مضاعفات من نوبة جديدة من الذئبة بعد إجراء عملية جراحية للورم الليفي. دُفنت في ميلدغفيل- جورجيا، في مقبرة ميموري هيل.

## رسائل
حافظت أوكونور طوال حياتها على مراسلات واسعة، خصوصًا الكاتبين روبرت لويل، وإليزابيث بيشوب، وأستاذ اللغة الإنجليزية صموئيل آشلي براون، والكاتب المسرحي ماريات لي. نُشرت مجموعة مختارة من رسائلها بعد وفاتها، حرّرتها صديقتها سالي فيتزجيرالد، تحت عنوان «سلوك الوجود» يوجد الكثير من كتابات أوكونور الأكثر شهرة حول الدين، والكتابة، والجنوب في هذه الرسائل وغيرها.
كتبت بيتي هيستر -محرّرة في أتلانتا- في عام 1955، رسالة إلى أوكونور تعرب عن إعجابها بعملها. لفت خطاب هيستر انتباه أوكونور، وتراسلوا من حين لآخر. زودت هيستر فيتزجيرالد بكل الرسائل التي تلقتها من أوكونور من أجل مجموعة «سلوك الكون»، لكنها طلبت الإبقاء على سرية هويتها؛ عُرّفت فقط باسم "A". كشفت جامعة إيموري في مايو 2007 مجموعة كاملة من الرسائل غير المحررة بين أوكونور وهستر، وسُلمت الرسائل إلى الجامعة في عام 1987 بشرط عدم إصدارها للجمهور لمدة 20 عامًا.
تحتوي جامعة إيموري أيضًا على أكثر من (600) رسالة كتبتها أوكونور إلى والدتها ريجينا، مراسلات شبه يوميّة بينما كانت تتابع مسيرتها الأدبية في مدينة آيوا- نيويورك، وماساتشوستس. تضمنت بعض تلك الرسائل الحديث عن مسارات سفرها، ومشاكل السباكة، وجوارب ممزقة، وزملائها في الغرف بأجهزة راديو بصوت عالٍ، وكذلك طلبها للحصول على مايونيز منزلي الصنع كالذي كانت تصنعه في طفولتها. عاشت أوكونور مع والدتها لمدة 34 عامًا من عمرها الكلي (39) عامًا.

## المذهب الكاثوليكي
كانت أوكونور كاثوليكية ورِعة. كتبت أكثر من مئة مراجعة لكتب لصحيفتين كاثوليكيتين في جورجيا من عام 1956 إلى 1964: «ذا بوليتين» و«كروس ساوثيرن». أظهرت المجموعة الواسعة من الكتب التي اختارت مراجعتها أنها كانت عميقة الفكر ومثقفة وفقًا لزميلها المراجع جوي زوبر. استهدفت مراجعاتها باستمرار الموضوعات اللاهوتية والأخلاقية في الكتب المكتوبة من قِبل علماء اللاهوت الأكثر جدية وشهرة في وقتها. تشير أستاذة اللغة الإنجليزية كارتر مارتن -مدققة لكتابات أوكونور- إلى أن مراجعاتها للكتب تتوافق مع حياتها الدينية.

## روابط خارجية
- فلانيري أوكونور على موقع IMDb (الإنجليزية)
- فلانيري أوكونور على موقع الموسوعة البريطانية (الإنجليزية)
- فلانيري أوكونور على موقع ميوزك برينز (الإنجليزية)
- فلانيري أوكونور على موقع إن إن دي بي (الإنجليزية)
- فلانيري أوكونور على موقع قاعدة بيانات الفيلم (الإنجليزية)